# 練習曲 (ドビュッシー)
ピアノのための12の練習曲（ピアノのためのじゅうにのれんしゅうきょく、フランス語: Douze Études pour piano）または単に12の練習曲（じゅうにのれんしゅうきょく）は、クロード・ドビュッシーの最晩年のピアノ曲。
1915年の8月から9月に作曲され、「ショパンの追憶に À la mémoire de Chopin 」献呈された。出版譜は第1部と第2部に分けられ、それぞれ6曲ずつで構成されている。作曲家のジャン・バラケは、第1部は「指の柔軟性とメカニズム」に、第2部は「響きとリズムの探究」に振り当てられていると註釈した。

## 初演
世界初演は、1916年11月21日にニューヨークのジョージ・コプランド、1916年12月14日にパリのワルター・ルンメル、そして1917年11月10日にパリのマルグリット・ロンの三者によって分担して行われた。世界初録音は、それぞれ78回転のバラ売りではあるがアドルフ・ハリスによって1938年に達成された。

## 概要

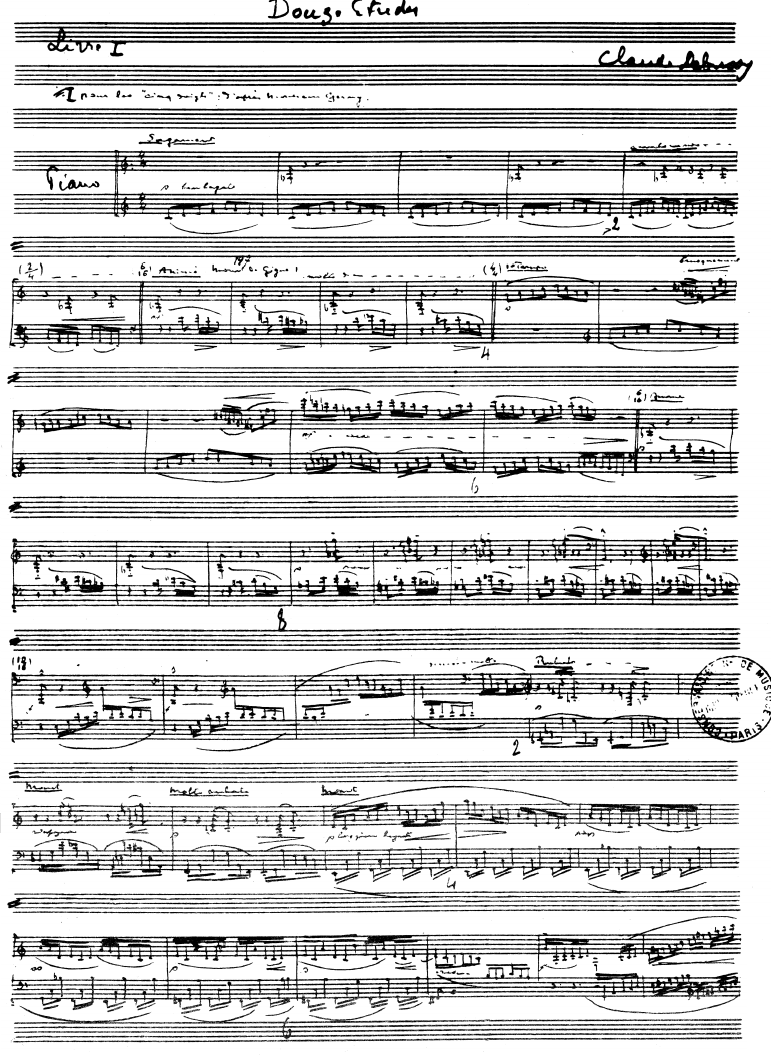
『12の練習曲』自筆譜・譜面第1頁（1915）

音楽表現においてショパンがドビュッシーに影響を与えたという明確な痕跡は多くないが、ショパンの楽譜の校訂に取り組んだ後にこの《12の練習曲》を作曲するにあたり、ドビュッシーの念頭にショパンの作品10と作品25の練習曲集があったと考えても不思議ではない。ショパンの場合と同様に、ドビュッシーの練習曲集も単なる技巧の錬磨のためだけのものではなく、いずれの曲においても卓越した技術と高度な音楽性とが不可分に結び付いており、教育的な役割の練習曲の範疇に留まらない優れた芸術作品となっている。

## 運指について
初版の序文において、ドビュッシーは「指使いは自分で探すこと」と書いており、楽譜には運指は一切書かれなかった。そのため、日本では（作曲家の意思を「尊重」するためか）ヘンレ版とペータース版以外の大部分の楽譜には運指が書かれていない。だが、ドビュッシーは第6曲において「親指は使わないほうがよい」と発言している（下参照）。
なお、マックス・レーガーも、《左手のための4つの練習曲》において同様の趣旨の発言をしている。

## 楽曲解説
1. 下記において示された調性の多くは便宜的なものである。ドビュッシーがこの曲集においても、機能和声法からしばしば離れた上で教会旋法を活用していることは言うまでもない。「十二音技法に発展していくシェーンベルクの調性の否定とは対照的に、ドビュッシーの世界は、全音階和声が持つ体系から絶対性を取り去ることによって浮上する、自由が支配している。主音の絶対性を弱め、時には消すことによって、全音階の支配下から軽く逃れている」（内田光子によるCD[PHILIPS: 422 412-2]への序文から、ただし文面は適宜修正）。
2. 原題を直訳すると、「練習曲第○番 △△のために」となるが、ここでは番号を先に示すことから、「△△のための練習曲」と訳す。

### 第1部
- 1. 《五本の指のための練習曲、チェルニー氏に倣って Pour les ≪ cinq doigts ≫ d'apres monsieur Czerny》（ハ長調）

チェルニー風の無機的な音型で開始するが、その音型の反復にすぐに異質で不協和な音が絡み始め、やがてドビュッシー独自の世界へ展開していく。この開始部分は一種のユーモアであり、「子供の領分」（1908年）においてクレメンティの「グラドゥス・アド・パルナッスム」（パルナッスム山への階梯）にあやかった「グラドゥス・アド・パルナッスム博士」を第１曲としていたことを思い起こさせる。
- 2. 《三度のための練習曲 Pour les tierces》（変ロ短調）

この練習曲では、連続した3度をとても速く弾かなければならない右手がとても難しくなる（それ故とても役立つのであるが）。曲はとても静かに始まり、次第に揺れ動くようになり、素っ気なく終わる。叙情的で官能的でさえある高まりがあるかと思うと、他方では暗く陰鬱なパッセージもある。
- 3. 《四度のための練習曲 Pour les quartes》（ヘ長調）

曲は東洋風な響きで構成され、その響きは思いがけない別の響きと連結し、更に「なめらか」で夢のようでさえもあるまた別の響きとも連結している。ドビュッシーは出版社に対して、この練習曲から「聞こえないもの」を見出すだろうと予告していた、という逸話がある。調性は更にかなり不明瞭である。
- 4. 《六度のための練習曲 Pour les sixtes》（変ニ長調）

ドビュッシーはこれらの6度について次のようなものだと言っていた。「気取った婦人たちは客間に座り、気違いじみた9度の破廉恥な笑いを妬みながら、不機嫌そうにタペストリーを織っている。」この練習曲の（9度たちは非常に動揺しているが、6度のための練習曲の）全体的に穏やかで優しく旋律が美しいという特徴は、前の（4度のための）練習曲とは対照的である。
- 5. 《オクターヴのための練習曲 Pour les octaves》（ホ長調）

非常に和声的に豊かできらめいていて喜びの性格を帯びた練習曲であり、いくつかのパッセージを過ぎると、むしろふざけるようにこの曲の場合も素っ気ないやり方で終わる。
- 6. 《八本の指のための練習曲 Pour les huit doigts》（変ト長調）

この練習曲についてドビュッシーが親指を使わないよう提案し、親指の使用は演奏を非常に困難にすると言ったことに、マルグリット・ロン自身は驚いた。この忠告は指の運動をより軽快に、より柔軟にするように思われる。実際、この練習曲は速い音符の連続であり、リムスキー＝コルサコフの『熊蜂の飛行』を思わせる。
八本の指で行うアルペジオと、華麗なグリッサンドを要求される曲。ドビュッシーはこの曲を親指以外の4つの指で演奏することを推奨したが、マルグリット・ロンが親指を使った演奏を作曲者自身に披露した所、納得のいく出来だったことと、基本的に運指は演奏者自身に委ねると彼が公言していたため、親指を使った演奏が許されたというエピソードがある。

### 第2部
- 7. 《半音階のための練習曲 Pour les degrés chromatiques》（調号はイ短調）

この練習曲では、32分音符の長い列が、調の規則正しく変化する控えめな主題の周りを回る。各音符をうまく捕らえようとすることは重要ではなく、むしろすべてを音の一つの連続として認識することが重要である。曲尾でイ短調であることが示唆される。
- 8. 《装飾音のための練習曲 Pour les agréments》（ヘ長調）

この練習曲についてドビュッシーは、これは「少しイタリア風な海の舟歌の形式を取り入れている」と言っていた。この曲はまた幻想曲あるいはアラベスクをも思わせ、技巧がしっかりしていて同時に洗練されている。
- 9. 《反復音のための練習曲 Pour les notes répétées》（調号はト長調）

同音連打を多用した、諧謔的で気まぐれな性格を有する練習曲である。ト長調から最も遠いCis音の連打から曲を開始するなど、意図的にト長調の響きを避けた書法が特徴的である。トッカータに似て、曲は鋭く攻撃的ないくつかのアタックから成っている。
- 10. 《対比的な響きのための練習曲 Pour les sonorités opposées》（おおむね嬰ハ短調）

この練習曲はとりわけ、大胆なニュアンス、音色の重なり方、音の広がりの巧妙さや繊細さから、ドビュッシーのピアノ曲すべてのレパートリー中でも重要な曲の一つと考えられる。端的に言えば、完全に抑制された音響の芸術である。大胆な複調を53小節に行う。
- 11. 《組み合わされたアルペッジョのための練習曲 Pour les arpèges composés》（変イ長調）

きらめくような練習曲であり、ドビュッシーの旋律や和声に関する才能をよく示している。主要なテーマは、彩られて輝く一連の音符によって曲全体を通じて巧みに移動する。ドビュッシーはいつも安易な旋律を避け、聞き手を思いがけない音の世界へ誘うことを望んだ。
撤回された同名の別曲があり、「見出された練習曲 étude retrouvée」の名で出版された。
- 12. 《和音のための練習曲 Pour les accords》（イ長調）

三部に分かれており、中間部以外は、速いテンポとフォルテの指示の中で右手・左手とも同時に鍵盤の中央から外側へ跳躍する音型が連続するため、演奏が至難である。なお、この音型はショパンのピアノソナタ第２番「葬送」の第二楽章から引用されたものである。和音はつねに精妙な進行を続け、ヘミオーレのリズムが支配的である。中間部は一転してゆるやかなテンポとなり静謐な抒情をたたえるが、やがて徐々に第一部の音型に戻り、力強く終る。

## 備考
1951年に24歳のチャールズ・ローゼンがLPモノラル全曲録音を達成したことがわかっているが、これはミシェル・ベロフと並び今でも最年少録音記録である。ローゼンは1961年にもステレオ録音の取り直しを行っている。

## 楽譜
- デュラン社版
- ペータース社版
- ヘンレ社原典版
- 全音楽譜出版社版
- 春秋社版 - 井口基成による校訂版。
- 音楽之友社版
  - 旧版 - 安川加壽子による校訂版。「ドビュッシー ピアノ曲集 Ⅶ」として1974年2月に刊行。
  - 新版 - 山崎孝による校訂版。フランスの女性ピアニストジェルメーヌ・ムニエの序文と解説が掲載されている。2001年刊行の標準版ピアノ楽譜「C.ドビュッシー 12の練習曲」のリニューアル版として2019年に刊行。
- ハンナ版 - デュラン版を底本とした中井正子による校訂版。